# Jean-Jacques Bertrand
Jean-Jacques Bertrand (1916–1973) – kanadyjski polityk, premier prowincji Quebec z ramienia Unii Narodowej.
Bertrand urodził się 20 czerwca 1916 w Sainte-Agathe-des-Monts. Uczęszczał do katolickich szkół, a następnie wstąpił na Uniwersytet w Montrealu, gdzie studiował prawo. Studia ukończył z wyróżnieniem. Prawo zaczął praktykować w 1941. Jednocześnie z praktyką pracował jako urzędnik państwowy.
W 1948 po raz pierwszy wybrany do Zgromadzenia Narodowego Quebecu. Ponownie zdobywał mandaty w 1952, 1956, 1960, 1962, 1966 i 1970. Sprawował urząd ministra ziem państwowych i leśnictwa oraz do spraw młodzieży w gabinetach Maurice Duplessisa i Paula Sauvé. Ponownie zasiadał w rządzie w gabinecie Daniela Johnsona jako minister edukacji, a potem sprawiedliwości. W czasie rządów Johnsona należał już do ściślej czołówki przywódców partii. Po śmierci Johnsona objął kierownictwo partii oraz fotel premiera, na którym zasiadał do końca kadencji w 1970. Do połowy roku 1971 był liderem opozycji, po czym zrezygnował z przewodniczenia partii.
Jako premier kontynuował politykę swego poprzednika starając się łagodzić skutki cichej rewolucji. Jednym z zasadniczych problemów, jaki napotkał, była kwestia języka nauczania. Przyjął tymczasowe, kompromisowe rozwiązanie pozostawiające prawo wyboru szkoły rodzicom (Ustawa 63).
Był rzeczywistym i honorowym członkiem wielu organizacji społecznych i religijnych. Zmarł w Montrealu 22 lutego 1973. Pochowany w Cowansville, na cmentarzu parafii Sainte-Rose-de-Lima